# Olga Merediz
Olga Merediz (Guantánamo, 15 febbraio 1956) è un'attrice statunitense.

## Biografia
Nata a Cuba, ha lavorato anche in America dove vive attualmente.
È attiva dal 1984 e ha recitato anche in film TV come Vacanza in Paradiso, che sarebbe il terzo film della trilogia Matrimonio per papà.
Ha anche partecipato a molti musical a Broadway, tra cui Les Misérables, Man of la Mancha, Mamma Mia! e In the Heights per il quale è stata candidata nel 2008 al Tony Award alla miglior attrice non protagonista in un musical per la sua interpretazione nel ruolo di Abuela Claudia; nel 2020 è tornata a ricoprire il ruolo nell'adattamento cinematografico del musical. Nel 2021 ha prestato la voce al personaggio di Abuela Alma Madrigal nel 60° classico Disney Encanto.

## Filmografia parziale

### Attrice

#### Cinema
- Fratello di un altro pianeta (The Brother from Another Planet), regia di John Sayles (1984)
- Milagro (The Milagro Beanfield War), regia di Robert Redford (1988)
- Terzo grado (Q & A), regia di Sidney Lumet (1990)
- La città della speranza (City of Hope), regia di John Sayles (1991)
- Angie - Una donna tutta sola (Angie), regia di Martha Coolidge (1994)
- Evita, regia di Alan Parker (1996)
- Ipotesi di reato (Changing Lanes), regia di Roger Michell (2002)
- Guida per riconoscere i tuoi santi (A Guide to Recognizing Your Saints), regia di Dito Montiel (2006)
- I pinguini di Mr. Popper (Mr. Popper's Penguins), regia di Mark Waters (2011)
- One for the Money, regia di Julie Anne Robinson (2012)
- Come un tuono (The Place Beyond the Pines), regia di Derek Cianfrance (2013)
- 90 minuti a New York (The Angriest Man in Brooklyn), regia di Phil Alden Robinson (2014)
- Urge, regia di Aaron Kaufman (2016)
- America Adrift, regia di Christopher James Lopez (2016)
- Fata madrina cercasi (Godmothered), regia di Sharon Maguire (2020)
- Sognando a New York - In the Heights (In the Heights), regia di Jon M. Chu (2021)

#### Televisione
- Law & Order - I due volti della giustizia (Law & Order) – serie TV, 6 episodi (1991-2009)
- Law & Order: Criminal Intent - serie TV, episodio 2x04 (2002)
- Law & Order - Unità vittime speciali (Law & Order: Special Victims Unit) – serie TV, 6 episodi (2003, 2017-2021)
- Vacanza in paradiso (Au Pair 3: Adventure in Paradise), regia di Mark Griffiths – film TV (2009)
- Blue Bloods - serie TV, episodio 1x14 (2011)
- Saint George – serie TV, 10 episodi (2014)
- Orange Is the New Black – serie TV, 6 episodi (2014-2015, 2017, 2019)
- Shades of Blue – serie TV, 4 episodi (2016-2017)
- Bounty Hunters - serie TV, 5 episodi (2017)
- Brooklyn Nine-Nine - serie TV, episodi 5x10, 6x06 (2017-2019)
- Bull - serie TV, 2 episodi (2019-2020)
- Blockbuster – serie TV, 10 episodi (2022)

### Doppiatrice
- Encanto, regia di Byron Howard e Jared Bush (2021)
- Spellbound - L'incantesimo (Spellbound), regia di Vicky Jenson (2024)

## Doppiatrici italiane
Nelle versioni in italiano delle opere in cui ha recitato, Olga Merediz è stata doppiata da:
- Doriana Chierici ne I pinguini di Mr. Popper, Sognando a New York - In the Heights
- Rosalba Bongiovanni in Law & Order: Criminal Intent
- Stefania Romagnoli in Law & Order - I due volti della giustizia (ep. 7x12)
- Graziella Polesinanti in Vacanza in paradiso
- Rita Savagnone in Bull
- Patrizia Burul in Fata madrina cercasi
- Beatrice Margiotti in Blockbuster

Da doppiatrice è sostituita da:
- Franca D'Amato in Encanto
- Emanuela Baroni in Spellbound - L'incantesimo